# 유수현 (1991년생 가수)
유수현(1991년 9월 29일~)은 대한민국의 가수이다.

## 방송
- 미스트롯3

## 음반
- 2024년 내가 낸데

## 수상 내역
- 2024년 대한민국을 빛낸 대상 문화예술대상
- 2024년 대한민국 한류연예대상 대중가요부문 신인상